# Sam Bettens

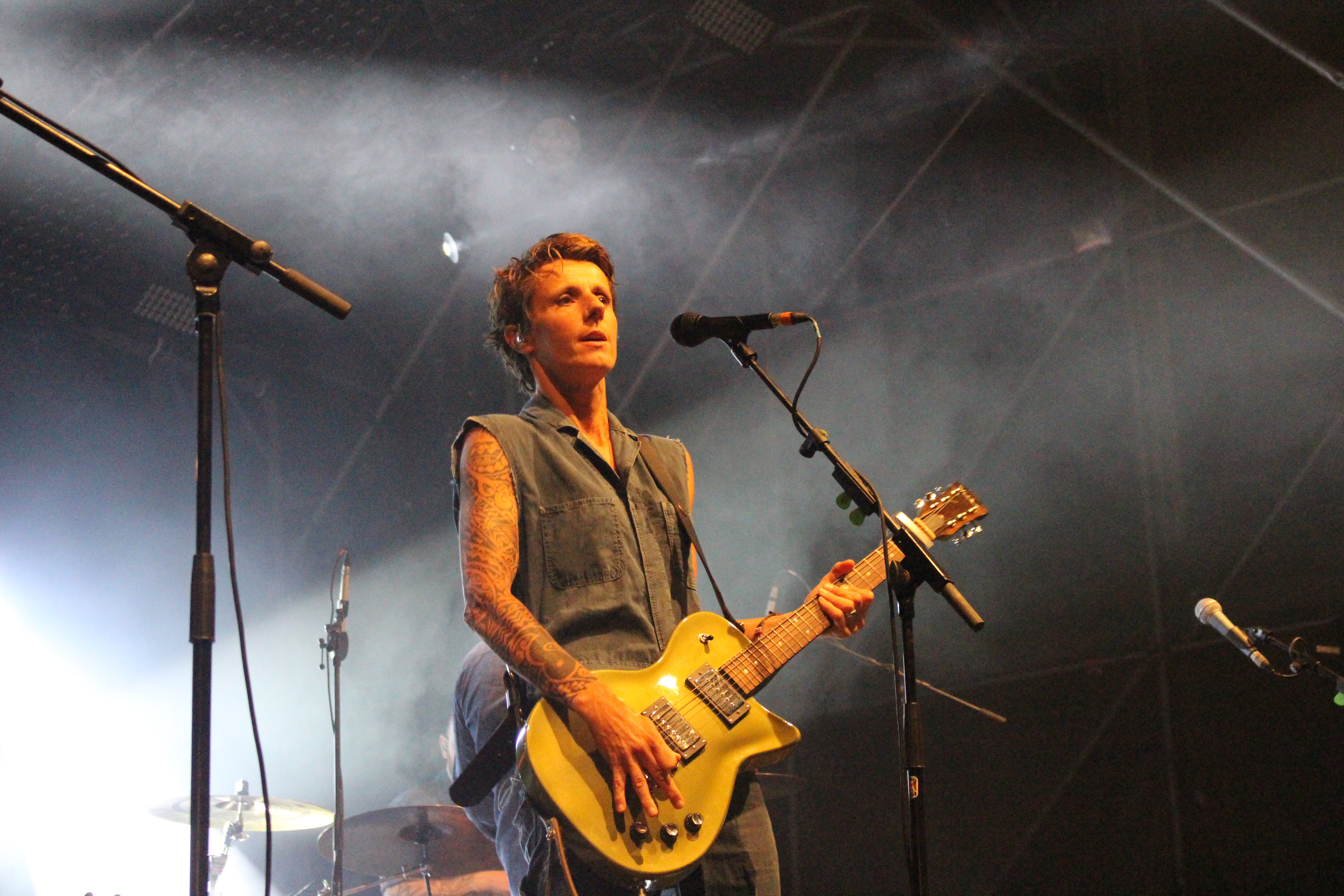
Sam Bettens (2016)

Sam Bettens (* 23. September 1972 als Sarah Bettens in Kapellen) ist ein belgischer Musiker, der in den USA lebt. Zusammen mit seinem Bruder Gert Bettens bildet er die Stammbesetzung der belgischen Band K’s Choice. Seine Solokarriere startete er 1993 unter dem Namen Sarah Beth, als Sarah Bettens trat er im Jahr 2003 in Erscheinung. 2019 gab er bekannt, als trans Mann den Namen Sam zu tragen. Seine musikalischen Vorbilder sind die Indigo Girls und Shawn Colvin.

## Biografie
Anfang der 1990er spielte Bettens mit seinem Bruder Gert in der Amateurband „The Basement Plugs“. Beide wurden entdeckt und ihnen wurden erste Plattenverträge angeboten. Unter dem Namen „The Choice“ brachten sie ihr Debütalbum heraus. Später änderten sie den Namen in „K’s Choice“. Drei Studioalben entstanden, besonders erfolgreich war die Single Not an Addict.
Als K’s Choice 2003 eine einjährige Pause einlegte, begann Bettens, ein Soloalbum zu produzieren. Zuerst brachte er das Minialbum Go uit heraus und im März 2005 erschien das Album Scream. 2005 schrieb er seinen ersten niederländischen / flämischen Titel Leef, der Titelsong des gleichnamigen Films Leef! wurde. Am 23. Januar 2006 erschien ein Duett von Bettens und Stash als Single, I Need a Woman.
Im Dezember 2006 tourte er mit Tom Kestens durch Flandern mit der Theatertour From Scream to Whisper. In 21 Tagen spielte Bettens 17 ausverkaufte Konzerte.
Das für September 2007 geplante Album Shine wurde von der flämischen Zeitung De Morgen in Zusammenarbeit mit Universal Music am 13. Oktober 2007 gratis mit der Zeitung in 120.000 Exemplaren veröffentlicht. Diese Aktion war ein außerordentlicher Erfolg, die Zeitung konnte 60.000 weitere Exemplare vertreiben. Die belgische Kaufedition von Shine beinhaltet sechs zusätzliche Livetracks. Zwei Lieder, Daddy’s Gun und I Can’t Get Out, wurden als Singles angeboten.
Ende 2008 tourte Bettens mit der Theatergruppe „Never Say Goodbye“ durch Westeuropa. Allein für diese Konzerte hatte er die CD Never Say Goodbye produziert, auf der überwiegend Liveaufnahmen der From-Scream-to-Whisper-Tournee des Jahres 2006 zu hören sind. Darunter sind zwei Coverversionen: Cry Me a River von Arthur Hamilton (bekannt zunächst durch Julie London) und I Can’t Make You Love Me von Bonnie Raitt.
Bettens ist auch auf dem 2008 erschienenen Album Oktober von Bløf mit den Titeln Van veraf was het zo mooi, Labrador und Hoe lang blijf je binnen? zu hören.
Am 25. April 2009 war er einer der Gäste der Nekka-Nacht. Hier sang er Leef im Duett mit Klaas Delrue von Yevgueni, De aarde im Duett mit Jan de Wilde und Als je zomaar weg zou gaan mit Zjef Vanyutsel.
Auch war Bettens auf dem Album Kingdom of Contradiction der niederländischen Band Intwine mit einer Coverversion von Walking on the Moon von The Police zu hören.
Sam Bettens lebt mit seiner Freundin Steph in Johnson City (Tennessee). Sie haben zusammen zwei Kinder adoptiert: Justin und Taylor.

## Diskografie

### Alben
| Jahr | Titel             | Höchstplatzierung, Gesamtwochen, AuszeichnungChartplatzierungen (Jahr, Titel, Platzierungen, Wochen, Auszeichnungen, Anmerkungen) | Höchstplatzierung, Gesamtwochen, AuszeichnungChartplatzierungen (Jahr, Titel, Platzierungen, Wochen, Auszeichnungen, Anmerkungen) | Höchstplatzierung, Gesamtwochen, AuszeichnungChartplatzierungen (Jahr, Titel, Platzierungen, Wochen, Auszeichnungen, Anmerkungen) | Anmerkungen                                                     |
| Jahr | Titel             | NL | BEF | BEW | Anmerkungen                                                     |
| ---- | ----------------- | --- | --- | --- | --------------------------------------------------------------- |
| 2005 | Scream            | NL40 (9 Wo.)NL | BEF14 (18 Wo.)BEF | BEW97 (1 Wo.)BEW | Erstveröffentlichung: März 2005 Executive Producer: Wil Sharpe  |
| 2007 | Shine             | NL44 (1 Wo.)NL | — | — | Erstveröffentlichung: 2. November 2007                          |
| 2009 | Never Say Goodbye | — | BEF79 (3 Wo.)BEF | — | Erstveröffentlichung: April 2009 Executive Producer: Wil Sharpe |

### Singles
| Jahr | Titel Album                      | Höchstplatzierung, Gesamtwochen, AuszeichnungChartsChartplatzierungen (Jahr, Titel, Album, Platzierungen, Wochen, Auszeichnungen, Anmerkungen) | Anmerkungen                                                           |
| Jahr | Titel Album                      | BEF | Anmerkungen                                                           |
| ---- | -------------------------------- | --- | --------------------------------------------------------------------- |
| 1993 | I’m So Lonesome I Could Cry      | BEF6 (12 Wo.)BEF | Erstveröffentlichung: Januar 1993 als Sara Beth                       |
| 1993 | Why Don’t You Try Me             | BEF6 (15 Wo.)BEF | Erstveröffentlichung: Oktober 1993 als Sara Beth mit Frankie Miller   |
| 2002 | Someone to Say Hi to             | BEF44 (7 Wo.)BEF | Erstveröffentlichung: Juni 2002                                       |
| 2004 | Fine Scream                      | BEF47 (1 Wo.)BEF | Erstveröffentlichung: Mai 2004                                        |
| 2005 | Not Insane Scream                | BEF45 (2 Wo.)BEF | Erstveröffentlichung: Januar 2005                                     |
| 2005 | Leef                             | BEF16 (15 Wo.)BEF | Erstveröffentlichung: September 2005                                  |
| 2006 | I Need a Woman Rock ’n Roll Show | BEF11 (12 Wo.)BEF | Erstveröffentlichung: Januar 2006 Stash feat. Sarah Bettens           |
| 2017 | Little Moon Rises                | BEF27 (6 Wo.)BEF | Erstveröffentlichung: Januar 2017 Stan Van Samang feat. Sarah Bettens |

weitere Singles
- 1993: The Ballad of Lea and Paul / Breakfast (The Choice feat. Sara Beth)
- 2002: You Always Know Your Home (Ozark Henry feat. Sarah Bettens; VÖ: November)
- 2004: Go
- 2005: Stay
- 2006: Come over Here (VÖ: April)
- 2007: Daddy’s Gun
- 2007: I Can’t Get Out
- 2008: De aarde (mit Jan de Wilde; VÖ: Januar)
- 2009: I Can Do Better Than You
- 2011: Propere ruiten (mit Yevguen; VÖ: Juni)
- 2012: Let You Go (Ferry Corsten feat. Sarah Bettens; VÖ: Januar)
- 2012: Wild and Perfect Day (Rank 1 & Jochen Miller feat. Sarah Bettens; VÖ: Februar)
- 2014: Dance with Me (Venus in Flames feat. Sarah Bettens; VÖ: Januar)
- 2016: Alsof we belangrijk zijn (De Mens feat. Sarah Bettens; VÖ: Januar)
- 2016: All I Want (Niels Geusebroek feat. Sarah Bettens; VÖ: September)